# Ganga Bahadur Thapa
Ganga Bahadur Thapa (ur. w 1935 w Pharping, zm. 25 stycznia 2011 w Katmandu) – nepalski lekkoatleta (maratończyk), olimpijczyk.
Brał udział w Letnich Igrzyskach Olimpijskich 1964 w Tokio. Wystąpił w biegu maratońskim, którego nie ukończył.
Służył w nepalskiej armii.